# Bomolocha effectalis
Bomolocha effectalis là một loài bướm đêm trong họ Noctuidae.